# Mariana Mortágua
Mariana Rodrigues Mortágua (ur. 24 czerwca 1986 w Alvito) – portugalska polityk i ekonomistka, deputowana do Zgromadzenia Republiki, liderka Bloku Lewicy.

## Życiorys
Z wykształcenia ekonomistka, uzyskała magisterium w ISCTE – Instituto Universitário de Lisboa. Pracowała w firmie konsultingowej. Zaangażowała się w działalność polityczną w ramach Bloku Lewicy. Wydała kilka publikacji książkowych o tematyce ekonomicznej; współautorem dwóch z nich został Francisco Louçã, z którym współpracowała w partii. W 2013 przerwała studia doktoranckie w SOAS University of London i powróciła do Portugalii, aby objąć wakujący mandat posłanki do Zgromadzenia Republiki. Doktoryzowała się później z zakresu ekonomii.
Do portugalskiego parlamentu wybierana następnie w wyborach w 2015, 2019, 2022, 2024 i 2025. W 2023 zastąpiła Catarinę Martins na czele Bloku Lewicy.
Siostra bliźniaczka polityk Joany Mortágua.